# Alles außer Sex
Alles außer Sex è una serie televisiva tedesca ideata da Annette Rieker, prodotta da Lunet Entertainment e trasmessa dal 2005 al 2007 sull'emittente ProSieben. Protagoniste della serie, nata come spin-off del film TV del 2004 Sex und mehr e come adattamento della serie statunitense Sex and the City, sono Annette Frier, Simone Hanselmann, Mimi Fiedler e Rhea Harder.
La serie si compone di due stagioni, per un totale di 20 episodi (8 per la prima stagione e 12 per la seconda): il primo episodio, intitolato Die Harten und Zarten, fu trasmesso in prima visione il 9 novembre 2005, mentre l'ultimo, intitolato Ja, ich will, venne trasmesso in prima visione il 19 agosto 2007.

## Trama
Edda, Minza, Frenzy e Valerie sono quattro trentenni amiche sin dall'infanzia: Valerie è l'unica ad essere sposata, mentre le altre tre sono alla ricerca del grande amore e dell'uomo ideale.

## Episodi
| Stagione         | Episodi | Prima TV Germania | Prima TV Italia |
| ---------------- | ------- | ----------------- | --------------- |
| Prima stagione   | 8       | 2005              | inedita         |
| Seconda stagione | 12      | 2007              | inedita         |

## Personaggi e interpreti
- Dott.ssa Edda König, interpretata da Simone Hanselmann (s. 1-2)
- Minza Düring, interpretata da Annette Frier (s. 1-2)
- Franziska "Frenzy" Heckhausen, interpretata da Miranda Leonhardt (s. 1-2)
- Valerie Kopp, interpretata da Rhea Harder (s. 1-2)
- Isabell "Bella" Seifert, interpretata da Kathrin Kühnel (s. 1-2)
- Dieter, interpretato da Gregor Bloéb (s. 1-2). È il migliore amico di Minza, Edda, Frenzy e Valerie.[2]
- Philip Möller, interpretato da Simon Verhoeven (s. 1-2)
- Sophie Keller, interpretata da Josefina Vilsmaier (s. 1-2)
- Suor Li, interpretata da Viola von der Burg (s. 1-2)
- Frieder, interpretato da Michael Lott (s. 1-2)
- Dott. Arthur Hausmann, interpretato da Clemens Löhr (s. 1-2)
- Lennart Fuchs, interpretato da Stephan Luca (s. 1-2)
- Gerd Steiner, interpretato da Gerd Silberbauer
- Moritz Wagner, interpretato da Jan-Hendrik Kiefer
- Vivian Steiner, interpretata da Patricia Aulitzky

## Ascolti
In Germania, l'episodio più seguito è stato il primo, che totalizzò 2.200.000 telespettori, con uno share del 16,7%. La seconda stagione della serie conobbe un notevole calo di ascolti, tanto che la messa in onda venne spostata dalla fascia serale a quella pomeridiana.

## Distribuzione
La serie è stata trasmessa in Francia con il titolo Sex and More.